# Gründe, meinem alten Hausrock nachzutrauern

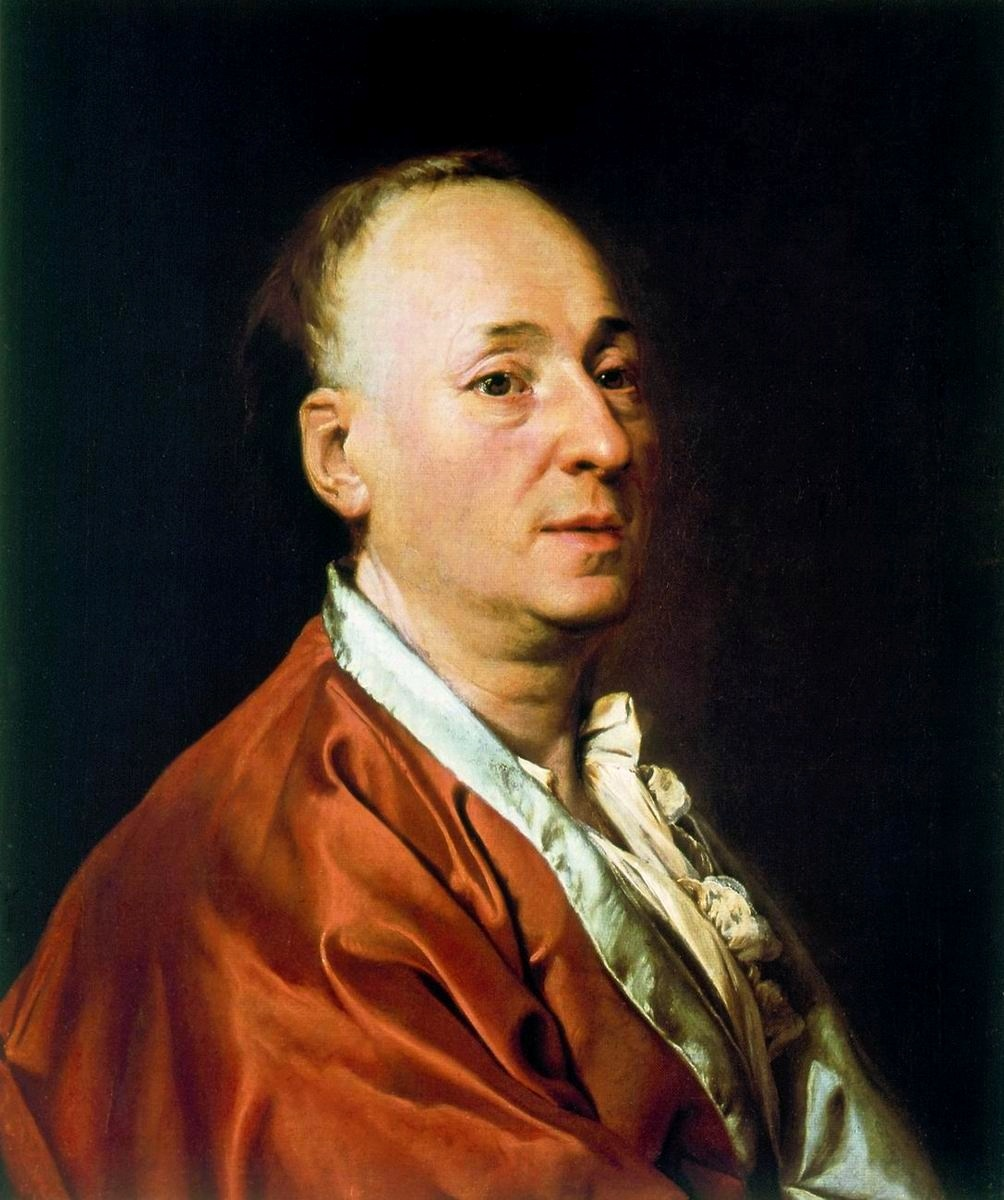
Lewitzki: Diderot im scharlachroten Rock, 1773, Musée d'art et d'histoire, Genf.

Gründe, meinem alten Hausrock nachzutrauern, oder: Eine Warnung an alle, die mehr Geschmack als Geld haben (franz. Regrets sur ma vieille robe de chambre ou Avis à ceux qui ont plus de goût que de fortune) ist ein Essay des französischen Autors Denis Diderot, den er 1768 geschrieben hat, und der im folgenden Jahr in Grimms Correspondance littéraire publiziert worden ist.
Der Text wurde als Broschüre ohne Zustimmung Diderots 1772 durch den Schriftsteller und Karlsruher Prinzenerzieher Friedrich Dominicus Ring (1726–1809) gedruckt und vertrieben.
Diderot hatte Mme Geoffrin, in deren Salon er gelegentlich Gast war, einen Gefallen erwiesen. Die Salonnière, die für ihre zudringlichen Gefälligkeiten bekannt war, zeigte sich erkenntlich, indem sie Diderots schäbiges Mobiliar durch schönere und bessere Stücke ersetzen ließ und ihm einen neuen scharlachroten Hausrock schenkte.

„Eine alte Jungfer, die als Haushälterin in ein Pfarrhaus kommt, eine Frau, die einen Witwer heiratet, ein Minister, der seinen gestürzten Vorgänger ersetzt […] keiner von ihnen kann mehr Unruhe stiften als die scharlachrote Robe, die sich bei mir eingenistet hat. S. 5.“

Das Geschenk, das den Seelenfrieden des Philosophen in Aufruhr versetzte, regte Diderot zu Überlegungen über die unerwünschten Folgen von Reichtum und Luxus an – „welche Verwüstungen der Luxus anrichtet“.

## Inhalt
Diderot sitzt an seinem Schreibtisch und beklagt den Verlust seines verschlissenen aber lieb gewordenen Hausrocks, der mit vielen Tintenflecken die Tätigkeit des Literaten bezeugt hat. In dem neuen Rock sieht er aus wie ein „reicher Tagedieb“. Erst seit er diesen Luxusrock trägt, merkt er, welcher „Plunder“ sich in seinem Haus angesammelt hat. Es ist das „verfluchte Luxuskleid“, dem er nun Reverenz erweist: Es verschwinden Tapeten und Rohrstuhl, das hölzerne Bücherbord, auch noch der alte Schreibtisch, und schließlich die rahmenlos an die Wand gehefteten Stiche Poussins. Einzug halten Damasttapete und Maroquinsessel, ein kostbarer Schreibtisch, die Bücher vom Fichtenbrett sind in einen Intarsienschrank gesperrt, die liebgewordenen Gipsabgüsse, Geschenke eines Freundes, „an einer antiken Bronze zerschellt“ (S. 7). War er früher Herr seines alten Hausrocks, so ist er zum Sklaven des neuen geworden. Denn, Schuld an allem ist der „unselige Hang zur Konvention“, der „anspruchsvolle Geschmack, der alles verändert, ausrangiert, verschönert, das Oberste zuunterst kehrt“ (S. 7)

„Die Armut hat ihre Freiheiten, der Reichtum seine Zwänge. S. 4.“

Allein der armselige Flickenteppich ist ihm geblieben, der ihn daran erinnert, wer er wirklich ist. Auch wenn sein Zimmer jetzt aussieht wie das „Kabinett eines Steuerpächters“ (S. 8), ihn selbst hat der Reichtum noch nicht korrumpiert. Er bleibt Denis, der Philosoph, dessen Tür jedem offen steht, der Hilfe braucht, denn sein „Herz ist nicht vom Luxus“ vergiftet.

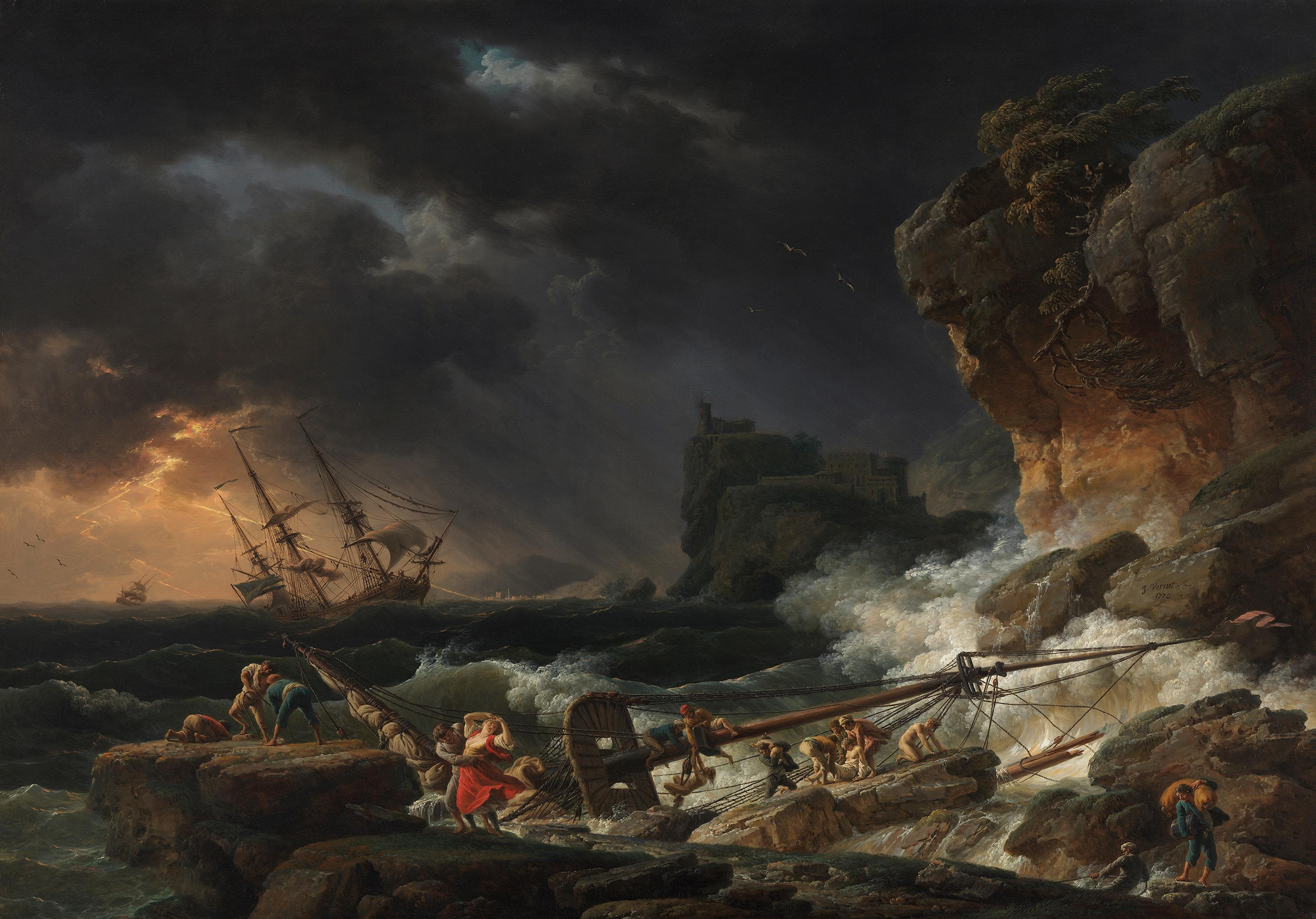
Claude Joseph Vernet: Stürmische See mit Schiffswracks, 1770

Diderot beendet seine Klage mit der Anrufung des Himmels, der Herr möge ihn strafen, wenn der Reichtum ihn verdirbt, ihm alles wegnehmen, in die Armut zurückstoßen, aber er solle ihm doch bitte ein einziges Bild lassen, Vernets „Ende des Sturms“.
Der Essay schließt mit einer emotionalen und begeisterten Beschreibung des Vernet-Bildes und der Selbstvergewisserung Diderots, dass ihn nicht die „Sucht ergreift, schöne Gegenstände anzuhäufen“ (S. 12), und dass ihm die Freunde, die er einmal gewonnen hat, bleiben.

## Rezeption
1936 schreibt Sacha Guitry den Einakter „l'école des philosophes“, in dem neben Diderot und einer (fiktiven) Maitresse auch Mme Geoffrin auftritt. Zunächst geht es um das Verhältnis Diderots zu seinen Philosophen-Kollegen Voltaire, Rousseau, d'Alembert, um sich dann Diderots Brief zuzuwenden, den er gerade an Madame Geoffrin schreibt, um sich für den neuen Hausrock zu bedanken. Diderot, gekleidet in den neuen Rock, lässt sich über die Geoffrin und ihren Salon aus, in dem nur über Abwesende gelästert werde, und Madame selbst nur wiederhole, was Philosophen vorher klug formuliert hätten.

### Der Diderot-Effekt
Den Begriff Diderot-Effekt prägte der amerikanische Sozialwissenschaftler und Konsumforscher
Grant McCracken in seinem Buch Culture and Consumption (= Kultur und Konsum von 1988). Nach McCracken beleuchtet Diderots Geschichte das Prinzip der Konsumgesellschaft: Der Kauf eines Konsumgegenstandes ist der Auslöser für eine Folge zusätzlicher Käufe, da von dem Erstkauf der Impuls auf Ergänzung, Vervollständigung und stimmige Ensemblebildung ausgeht.

## Ausgaben

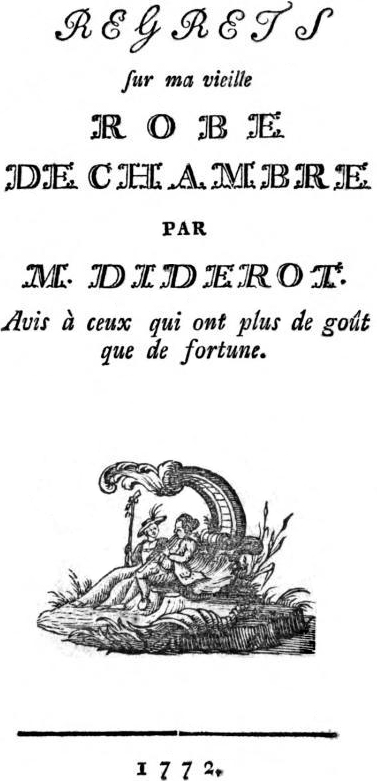
Gründe, meinem alten Hausrock nachzutrauern, Titelblatt der Ausgabe 1772

- Regrets sur ma vieille robe de chambre ou avis à ceux qui ont plus de goût que de fortune. 1772. Volltext, französisch
- Denis Diderot. Rameaus Neffe. Berlin: Rütten & Loenig 1979.

Darin: Klage um meinen alten Schlafrock [u. a.]  Übers. Von Christel Gersch.
- Gründe, meinem alten Hausrock nachzutrauern. Über die Frauen. Zwei Essays aus dem Französischen, von Hans Magnus Enzensberger. Berlin: Friedenauer Presse 1991, ISBN 978-3-921592-76-2